# 8 sporencassette

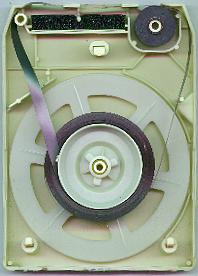
Binnenkant van de cassette

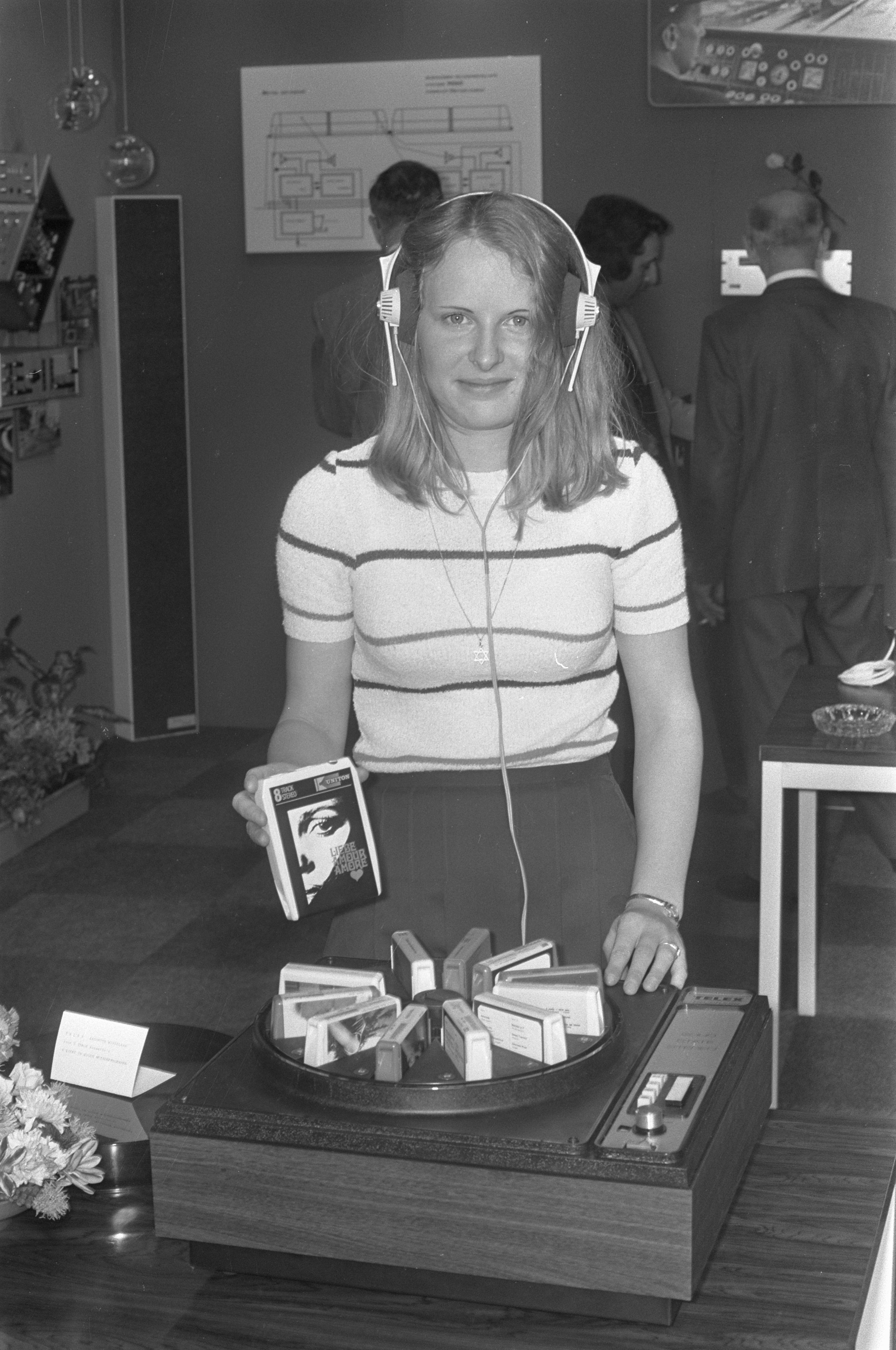
Een 8-track-carillonrecorder op de Fiarex-72-beurs

De 8 sporencassette (ook wel eight-track of 8-track genoemd) is een cassette met daarin een magneetband met acht sporen. In 1964 ontwikkelde Bill Lear de 8 sporencassette voor de consumentenmarkt. Voornamelijk in Noord-Amerika in de jaren 60 en jaren 70 van de 20e eeuw waren deze cassettes voor het opnemen en weergeven van muziek een tijdlang populair, vooral in autoradio's.
De naam ontleent de cassette aan de acht audiosporen op de band, waardoor vier stereo-opnames parallel kunnen worden opgenomen. Door de magneetkoppen dwars op de looprichting van de band te verplaatsen, kan tussen de vier opnames heen en weer worden geschakeld.
De band is op een spoel gewikkeld en de uiteinden zijn aan elkaar gelast, waardoor een eindloze band ontstaat. Op de las is een metalen stripje bevestigd, waarmee een contact wordt bediend dat de koppen cyclisch overschakelt naar de volgende opname. De meeste afspeelapparatuur heeft een knop waarmee met de hand kan worden overgeschakeld. 
Door de wrijving op de spoel wordt de band een beetje uitgerekt waardoor de snelheid ervan niet geheel constant is, wat de geluidskwaliteit niet ten goede komt. Toch waren de cassettes een tijdlang populair, vooral voor gebruik in de auto, waar de geluidskwaliteit minder van belang is dan in huis. De 8 sporencassette verdween begin jaren 70 van de twintigste eeuw van het toneel, om plaats te maken voor de populairdere compact cassette.